# Вагнер, Роберт Иванович
Роберт Иванович Вагнер (16 сентября 1925, Омск, СССР — 16 ноября 2015, Санкт-Петербург, Россия) — советский и российский онколог, член-корреспондент РАН (2014); член-корреспондент РАМН (1986), заслуженный деятель науки Российской Федерации (2003).

## Биография
Родился в семье рабочего.
В 1950 году — окончил Омский государственный медицинский институт.
В 1950—1956 годах — работа главным врачом и хирургом Седельниковской районной больницы Омской области.
В 1956 году — поступил в клиническую ординатуру НИИ онкологии имени Н. Н. Петрова АМН СССР, где в дальнейшем много лет проработал руководителем торакального отделения и заместителем директора по научной работе.
Первоначальные исследования были посвящены анатомическому и клиническому обоснованию хирургических вмешательств на лимфатическом аппарате шеи при метастазах рака.
В 1962 году — кандидатская диссертация «Анатомическая и клиническая оценка операции Крайля».
В 1968 году — организация в Ленинграде системы ранней диагностики рака легкого, которая включала НИИ онкологии имени Н. Н. Петрова, НИИ фтизиопульмонологии и Городской онкологический диспансер.
В 1973 году — докторская диссертация «Вопросы диагностики и тактики хирургического лечения рака легкого».
В 1977 году — учёное звание профессор.
С 1977 по 1989 год — являлся председателем специализированного Ученого совета по защите кандидатских диссертаций.
В 1983 году — Золотая медаль ВДНХ за разработку системы раннего выявления рака легкого в Ленинграде при профилактической флюорографии и внедрение её в практическое здравоохранение. 
В 1986 году — избран членом-корреспондентом РАМН. 
С 1990 по 2000 год — являлся председателем специализированного Ученого совета по защите докторских диссертаций.
Вагнером начата разработка новых подходов к комбинированному лечению рака языка, лечению рецидивов и метастазов рака щитовидной железы, опухолей слюнных желез, глотки и гортани. На эту тему написано 5 брошюр, в 2005 г. — монография «Опухоли головы и шеи», а в 2008 г. — монография «Опухоли легких».
Являлся руководителем научной школы онкологов-клиницистов, под его руководством защищено 18 докторских и 26 кандидатских диссертаций. Много лет работал в составе редколлегии журнала «Вопросы онкологии».
Последние годы занимал должность главного научного сотрудника научного отделения торакальной онкологии НИИ онкологии имени Н. Н. Петрова.

## Основные работы
Автор нескольких сотен научных публикаций, в том числе монографии и патенты
- Радикальные операции на шее при метастазах рака / А. И. Раков, Р. И. Вагнер. - Ленинград : Медицина. Ленингр. отд-ние, 1969. - 191 с
- Вагнер, Р. И. Ранние признаки рака. - Ленинград: Медгиз. Ленингр. отд-ние, 1959. - 36 с.; 20 см. - (Научно-популярная медицинская литература)
- Вагнер, Р. И. Не кури. - Москва: Медицина, 1979. - 32 с.: ил.; 20 см. - (Научно-популярная медицинская литература. Детям о здоровье)
- Вагнер, Р. И. Предупреждение рака легкого / Р. И. Вагнер. - Москва : Медицина, 1981. - 31 с.
- Диагностика рака легкого в поликлинических условиях / Р. И. Вагнер, А. С. Барчук, Н. Н. Блинов. - Ленинград : Медицина : Ленингр. отд-ние, 1986. - 124,[3] с.

## Награды и звания
- Государственная премия РСФСР в области науки и техники — за вклад в разработку и внедрение органосохраняющих бронхоангиопластических операций в онкологии (1991);
- Золотая медаль ВДНХ — за разработку системы раннего выявления рака легкого (1983);
- Премия имени Н. Н. Петрова РАМН — за цикл работ по проблеме меланомы кожи, опубликованных в виде трех монографий (2000);
- Почетное звание «Заслуженный деятель науки РФ» (2003)[1];
- Почетный доктор НМИЦ онкологии имени Н. Н. Петрова (2010);
- Медаль имени профессора Н.Н. Петрова «За выдающиеся заслуги в онкологии» (2010);
- Почетная грамота Президиума Верховного Совета РСФСР;
- Значок «Отличнику здравоохранения» (1967).

Награждён пятью медалями.